# 炭酸セシウム
炭酸セシウム（たんさんセシウム、caesium carbonate/cesium carbonate）は組成式Cs2CO3で表されるセシウムの炭酸塩である。

## 製法
炭酸セシウムは以下のような方法で合成でき同様の方法は炭酸ルビジウムにも応用できる。
1. セシウム塩水溶液に硫酸アルミニウム水溶液を加えると、溶解度の小さいセシウム明礬が析出する。
{\displaystyle {\ce {3Cs^{+}\ +2Al2(SO4)3\ +36H2O->3CsAl(SO4)2{\cdot }12H2O\ +Al^{3+}}}}
  - このセシウム明礬を再結晶した後、水溶液に少過剰の水酸化バリウムを加え、硫酸バリウムと水酸化アルミニウムを沈殿させる。

{\displaystyle {\ce {CsAl(SO4)2\ + 2Ba(OH)2 -> CsOH\ + Al(OH)3\ + 2BaSO4}}}
  - 得られた水溶液に二酸化炭素を通じて過剰の水酸化バリウムを炭酸バリウムとして除き、さらに二酸化炭素を通じて得られた水溶液を蒸発乾固して固体を得る。

{\displaystyle {\ce {2CsOH\ + CO2 -> Cs2CO3\ + H2O}}}
2. また塩化セシウムから以下の手順で合成される。
  - 塩化セシウムに過剰の硝酸を加え、蒸発させることを繰り返し硝酸セシウムとする。

{\displaystyle {\ce {3CsCl\ + 4HNO3 -> 3CsNO3\ + NOCl\ + Cl2\ + 2H2O}}}
  - この硝酸セシウムを白金皿中で4倍量のシュウ酸と加熱反応させシュウ酸セシウムとする。

{\displaystyle {\ce {2CsNO3\ + 2H2C2O4 -> Cs2C2O4\ + 2NO2\ + 2CO2\ + 2H2O}}}
  - シュウ酸セシウムを空気中で焼き、分解すると炭酸セシウムが残る。

{\displaystyle {\ce {2Cs2C2O4\ + O2 -> 2Cs2CO3\ + 2CO2}}}

## 性質
無色結晶であり、水に易溶で潮解性をもつ。無水物のほか、3水和物が存在する。水溶液はアルカリ性を示す。エタノールおよびジエチルエーテルにも可溶である。

## 用途
酸化エチレンの重合触媒、各種セシウム塩および特殊ガラスの原料として用いられる。